# Circonscription de Basketo Regular
La circonscription de Basketo Regular est une des 121 circonscriptions législatives de l'État fédéré des nations, nationalités et peuples du Sud, elle se situe dans la Zone Gamo Gofa. Son représentant actuel est Naser Kanso Kaydo.